# Bobby Lee
Robert Young "Bobby" Lee, Jr. (San Diego, 17. rujna, 1971.), američki je glumac.

## Vanjske poveznice
- Bobby Lee na IMDB-u